# Rosales
El orden Rosales es un taxón incluido en la subclase Rosidae, clase Eudicotiledóneas, (Magnoliopsida según Cronquist). Rosales es el orden superior a la familia Rosaceae (rosáceas).
Es uno de los órdenes más importantes por la variedad y diversidad de los individuos que agrupa. Está compuesto por casi 8000 especies según APG II. Rosales está en constante revisión (como otros taxones) y las familias emparentadas cambian a menudo de taxón en función de los criterios de categorización, haciendo variar el número de especies incluidas en los grupos.
El grupo raíz de Rosales tiene una antigüedad aproximada de 89 a 88 millones de años, y la divergencia del grupo capital comienza hace unos 76 millones de años. El taxón Rosales contiene casi un 2% de diversidad de las eudicotiledóneas.

## Características
El taxón Rosales se caracteriza por:
- presencia de dihidroflavonoles e Isoflavonoides
- cristales prismáticos en células radiadas (no presentes en Berbeyaceae y Eleagnaceae)
- simbiosis (infección intracelular de la epidermis radicular) con actinomicetos gram positivo del género Frankia. (La fijación de nitrógeno particularmente en Fabaceae involucra a alfa-proteobacterias gram negativas, y la infección por Frankia es por pelos radicales)
- presencia de células mucilaginosas
- márgenes de las hojas serrados
- inflorescencia cimosa
- presencia de hipantio nectarífero
- estigma seco
- Cáliz y/o hipantio persistente en el fruto

La mayoría de las especies del orden Rosales son polinizadas por el viento (anemófilas), incluidas la mayoría de los miembros de las familias Moraceae, Ulmaceae y Urticaceae. También hay muchas especies del grupo que practican la polinización por insectos (entomofilia).

## Distribución geográfica
El orden Rosales tiene una distribución cosmopolita, con diferentes especies incluidas en él  en todas partes del mundo. Los miembros de Rosales se pueden encontrar desde las regiones costeras hasta las montañosas, desde los trópicos hasta las altas latitudes de los márgenes árticos. A pesar de esto, muchas de las familias que componen el grupo están restringidas a ciertos biomas y existen muchos endemismos regionales y subregionales entre las especies del grupo.

## Importancia y usos

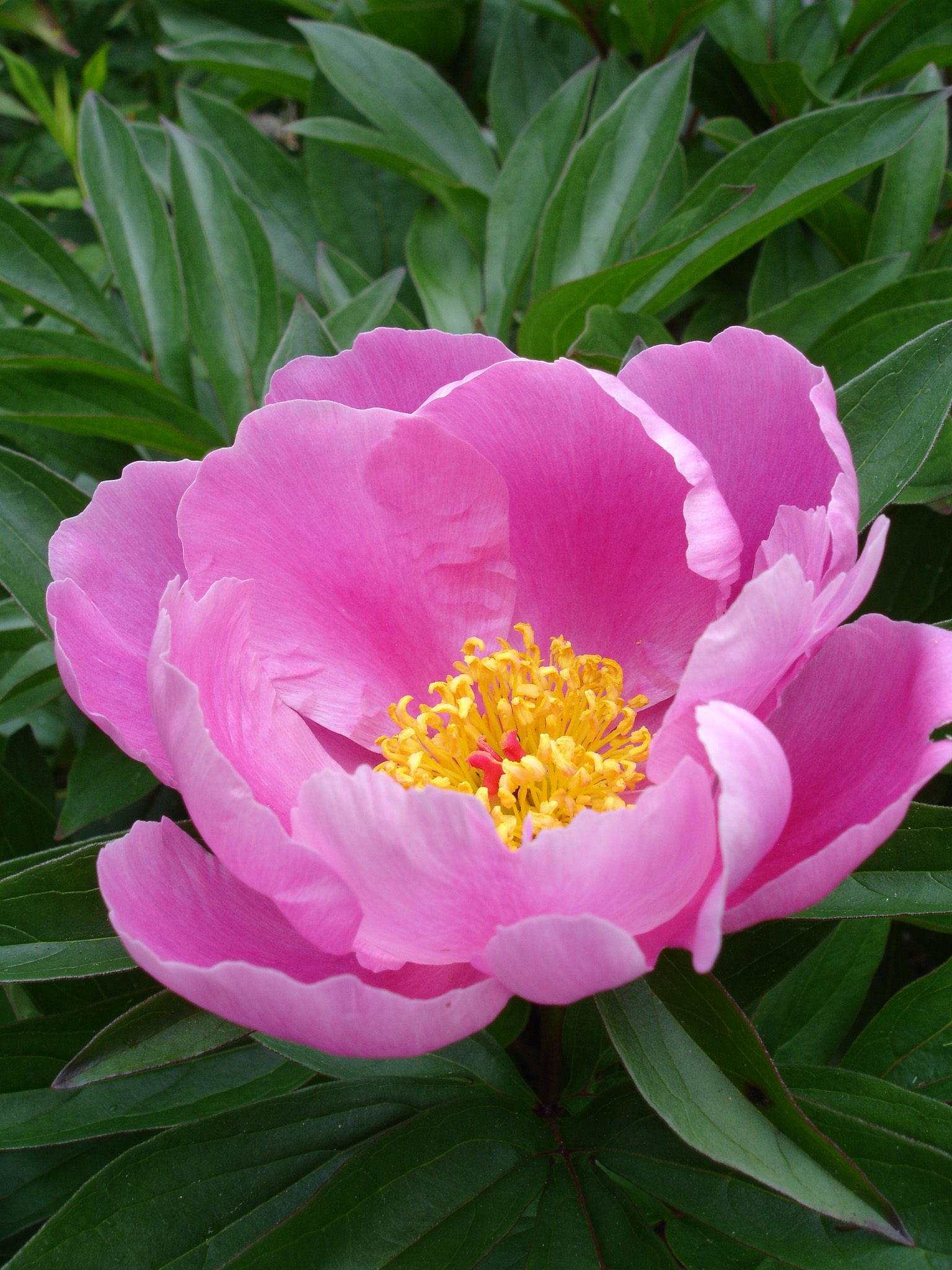
Paeonia lactiflora.

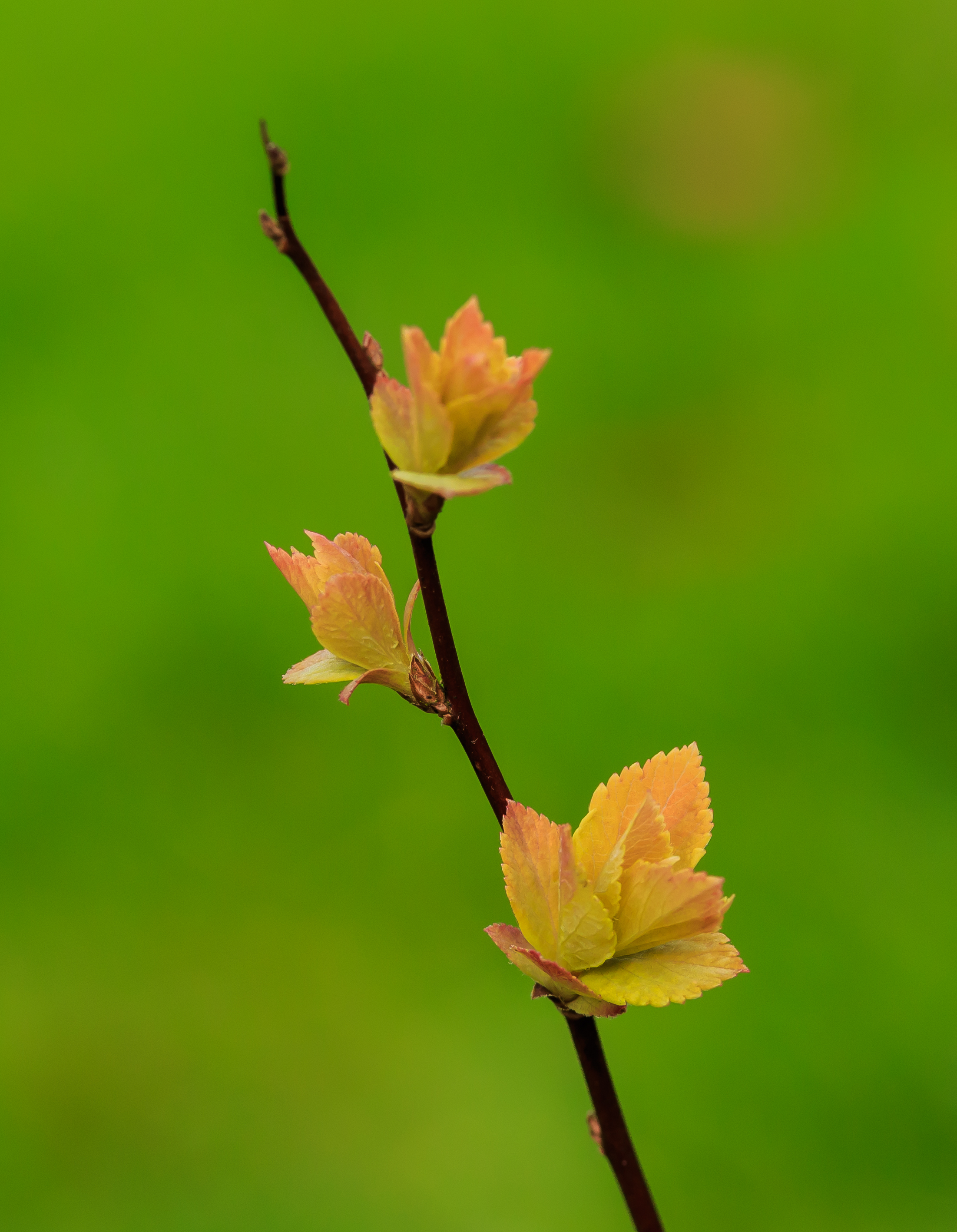
Spiraea japonica.

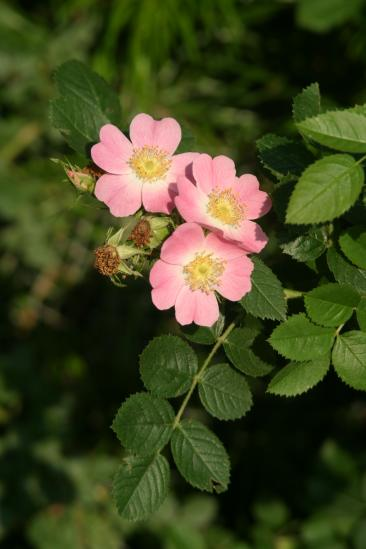
Rosa eglanteria.

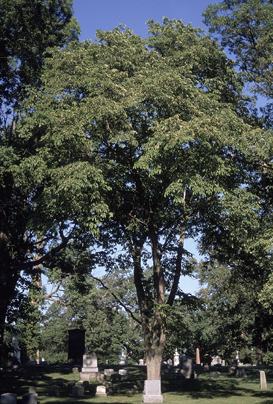
Ulmus rubra.

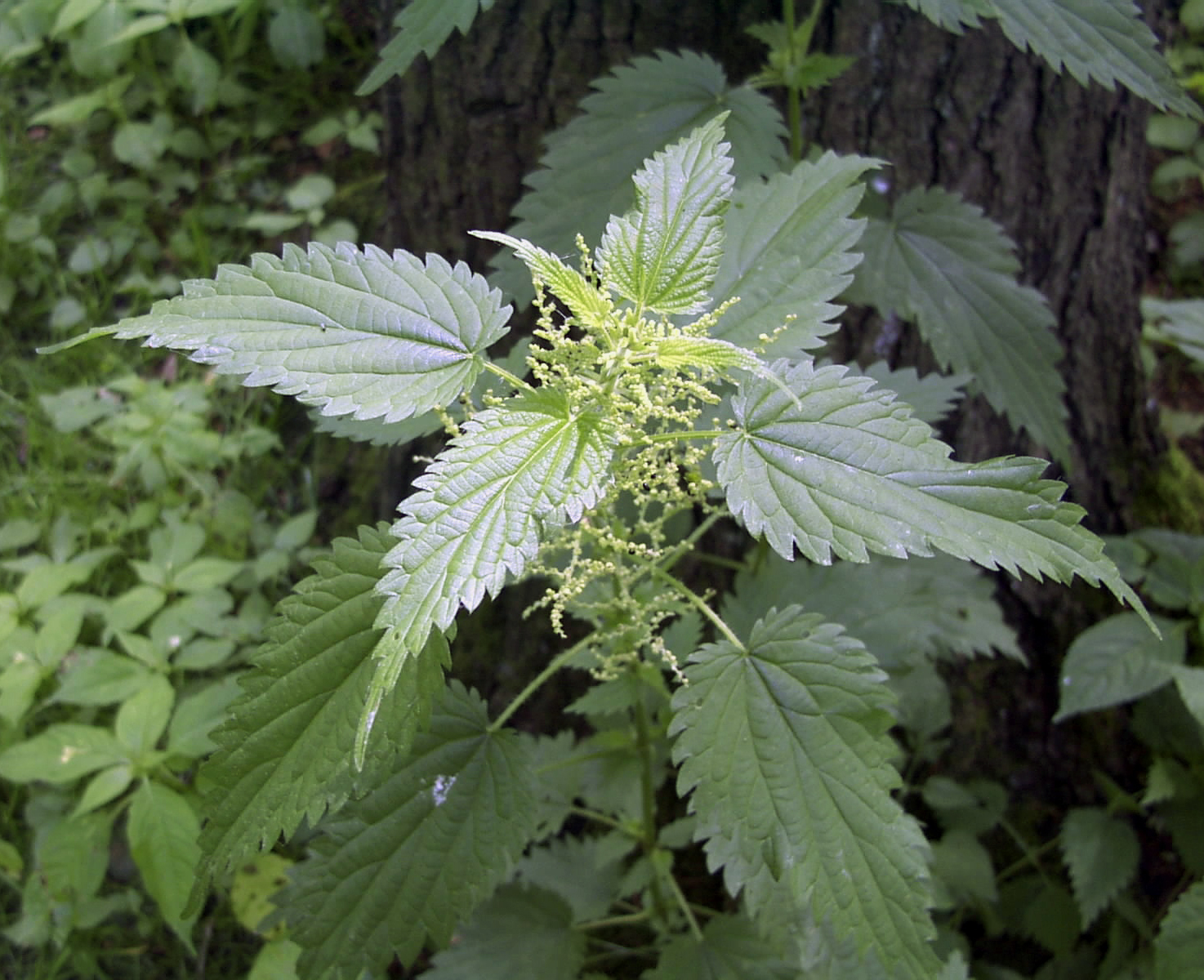
Urtica dioica subsp. dioica.

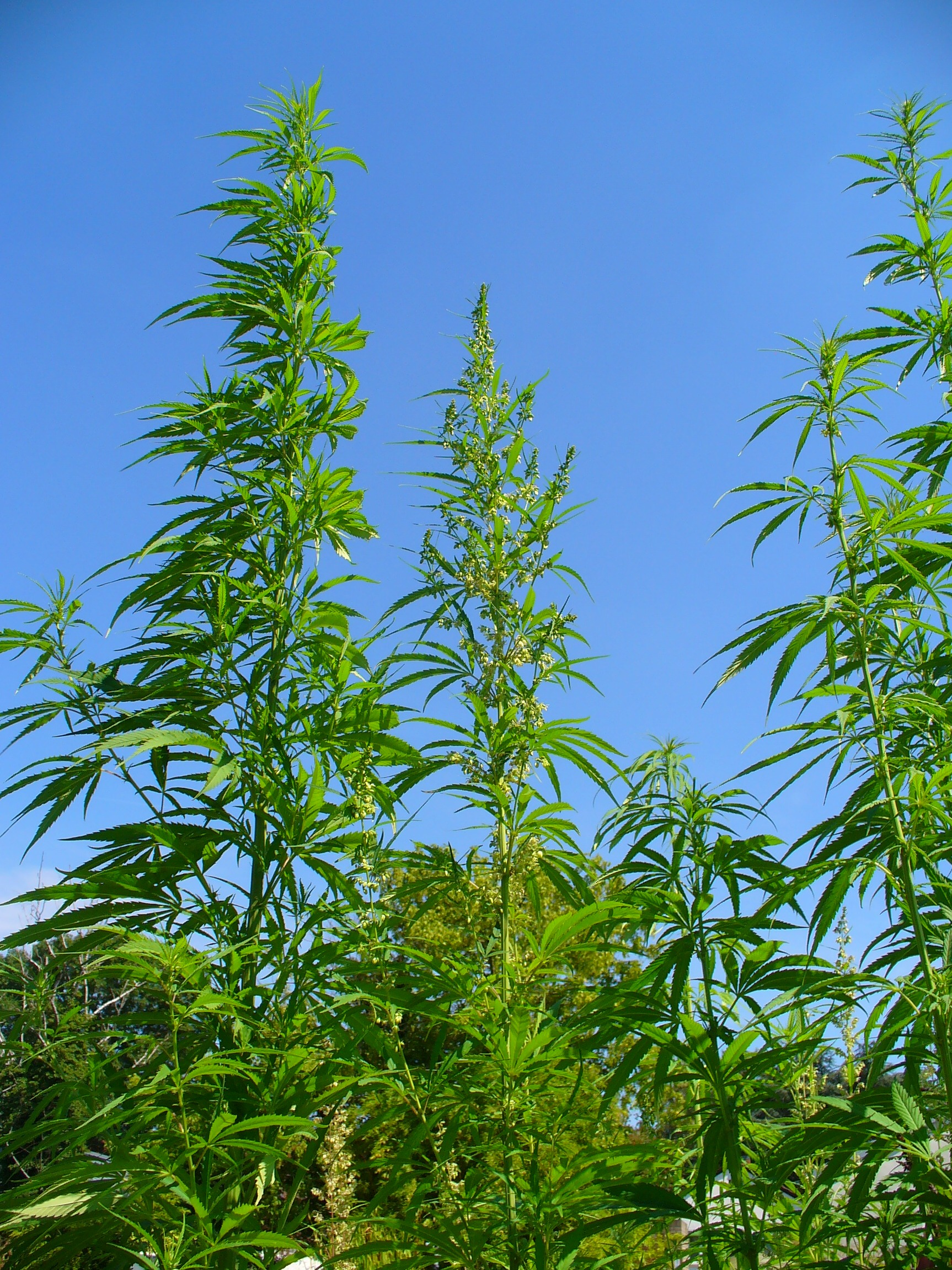
Cannabis sativa.

Las plantas del orden Rosales tienen una gran importancia económica y cultural debido a una variedad de usos. Algunos de los principales usos son:
- Horticultura y ornamentación: Muchas especies de Rosales son ampliamente cultivadas por sus flores ornamentales y su valor estético en jardines y paisajes. Ejemplos incluyen rosas (Rosa spp.), peonías (Paeonia spp.), y varias especies de arbustos ornamentales como las espireas (Spiraea spp.).[3][4]

- Frutales: Los Rosales incluyen numerosas especies que son de gran importancia como frutales comerciales debido a su alto valor nutritivo, su versatilidad en la cocina y su demanda en la industria alimentaria. Entre los más destacados se encuentran las fresas (Fragaria spp.), que son cultivadas a gran escala en muchas regiones del mundo debido a su sabor dulce, su facilidad de cultivo y su alto contenido de vitamina C. Las fresas son una fuente rica de antioxidantes, lo que las convierte en un alimento popular para promover la salud cardiovascular y la piel. También se encuentran las frambuesas (Rubus spp.) y las moras (Rubus spp.), que, además de su sabor delicioso, son utilizadas en la elaboración de mermeladas, jugos, postres y productos congelados. Ambas son ricas en fibra, vitaminas y compuestos fenólicos, conocidos por sus propiedades antiinflamatorias y antioxidantes. Por otro lado, varias especies de rosas, como el escaramujo (Rosa canina), producen frutos ricos en vitamina C y otros nutrientes, siendo utilizadas tanto en la preparación de tés y extractos como en la producción de mermeladas y productos de belleza. Asimismo, las rosas comestibles (Rosa rugosa) son cultivadas no solo por sus flores, sino también por sus frutos, que son comestibles y ricos en nutrientes. Estas especies no solo tienen un valor comercial en la alimentación, sino que también juegan un papel importante en la agricultura sostenible y la producción orgánica, al adaptarse a diversos climas y ser relativamente fáciles de cultivar.[3]

- Medicinales y aromáticas:  Algunas plantas de los Rosales tienen usos medicinales y aromáticos que han sido aprovechados desde tiempos antiguos en diversas culturas. Un ejemplo destacado es el escaramujo (Rosa canina), cuyos frutos son ricos en vitamina C, lo que los convierte en un remedio popular para fortalecer el sistema inmunológico y prevenir resfriados. Tradicionalmente, se ha utilizado en la elaboración de infusiones, mermeladas y extractos, siendo también un ingrediente común en suplementos vitamínicos. Además de su valor nutricional, el escaramujo es conocido por sus propiedades antiinflamatorias, antioxidantes y antisépticas, lo que lo hace útil en el tratamiento de diversas afecciones como dolores articulares y problemas digestivos. Las flores y hojas de varias especies de Rosales también tienen aplicaciones en la medicina herbal, especialmente en la elaboración de infusiones calmantes que se utilizan para aliviar el estrés y la ansiedad. Los aceites esenciales extraídos de las flores, como el aceite de rosa mosqueta (Rosa rubiginosa), son muy valorados en la cosmética por sus propiedades regeneradoras de la piel y su capacidad para tratar cicatrices y arrugas. Además, las fragantes flores de estas plantas se emplean en la industria de los perfumes, aprovechando su aroma distintivo y sus compuestos volátiles para crear productos aromáticos naturales.[5] Las plantas del orden Rosales se utilizaban en la medicina tradicional de muchas culturas. El cannabis medicinal ha sido reconocido para su uso farmacéutico. El látex de algunas especies de higueras contiene la enzima ficina, eficaz para eliminar los nematodos que infectan el tracto intestinal de varios animales.[2]

- Alimenticios: Además de las frutas mencionadas, ciertas partes de algunas especies de Rosales son comestibles. Por ejemplo, los pétalos de rosa se utilizan en la cocina para aromatizar y decorar alimentos, y el escaramujo se utiliza para hacer mermeladas y tés.[6]

- Forestales y medioambientales: Algunas especies de Rosales, como varias especies de zarzas (Rubus spp.), tienen importancia ecológica y forestal, proporcionando hábitats y alimento para la vida silvestre, así como protección contra la erosión del suelo en áreas naturales.

- Investigación y mejora genética: Diversas especies de Rosales, especialmente las rosas, son objeto de investigación en genética y mejoramiento vegetal para desarrollar variedades con características deseables como resistencia a enfermedades, floración prolongada, y adaptación a diferentes climas y suelos. A lo largo de los años, los avances en biotecnología y genética molecular han permitido identificar genes específicos que influyen en características clave como el color, la forma de la flor, la resistencia a plagas y la tolerancia a condiciones ambientales adversas. Por ejemplo, se han logrado variedades de rosas que son resistentes a enfermedades comunes como el oídio y la roya, lo que ha reducido la necesidad de tratamientos químicos y ha promovido una producción más sostenible. Además, el mejoramiento de la floración prolongada ha permitido que las rosas florezcan durante más tiempo, aumentando su valor comercial. A nivel climático, se han desarrollado variedades que pueden prosperar en regiones con temperaturas extremas o suelos salinos, ampliando la zona geográfica en la que se pueden cultivar estas plantas. La investigación en genética también ha posibilitado la creación de rosas que requieren menos agua, contribuyendo a la conservación de recursos hídricos. Estos avances no solo benefician a los cultivadores, sino que también responden a las demandas del mercado por plantas más resistentes, sostenibles y estéticamente atractivas.

El orden Rosales abarca una amplia gama de plantas con múltiples usos económicos y culturales que van desde la horticultura ornamental hasta la producción de frutas comerciales y medicinales. Su diversidad y adaptabilidad las hacen fundamentales tanto en la agricultura como en la conservación ambiental y el bienestar humano.

## Taxonomía
Este orden fue descrito por primera vez en 1820 en la obra Sobre la naturaleza de las plantas: contiene discusiones sobre la existencia de las plantas por sí mismas y en relación con otros seres vivos, según el estado actual del conocimiento, cuestiones de plantas: nombres de especies, gestión económica, propagación por semillas y el método de propagación de plantas y propagación (O přirozenosti Rostlin : obsahugjej gednánj o žiwobytj rostlin pro sebe a z ohledu giných žiwoků, podlé stawu nyněgss ylo znanj, pýtwn rostlin : názwoslowj audů, hospodářstwj gegich, rozssjřenj po semi a způsob rostlinář zřjditi a zacowati) de los botánicos Friedrich von Berchtold (1781–1876) y Jan Svatopluk Presl (1791–1849).

## Familias en Rosales

### Clasificación tradicional
La siguiente lista muestra la categorización clásica de Cronquist (1981) que agrupa a 24 familias (primera columna en negrita) dentro de Rosales. Al lado de cada familia, la reagrupación filogenética (→ segunda columna) según APG-II cuando corresponde.
1. Rosaceae es la única familia que perdura en el orden Rosales (la familia distintiva del taxón Rosales).
2. Alseuosmiaceae → orden Asterales
3. Anisophylleaceae → orden Cucurbitales

]
1. Brunelliaceae → orden Oxalidales
2. Bruniaceae → no ubicada, posible cerca de Asterales?.
3. Byblidaceae → orden Lamiales
4. Cephalotaceae → orden Oxalidales
5. Chrysobalanaceae → orden Malpighiales
6. Columelliaceae → no ubicada, posible cerca de Dipsacales?
7. Connaraceae → orden Oxalidales
8. Crassulaceae → orden Saxifragales
9. Crossosomataceae → familia distintiva del orden Crossosomatales
10. Cunoniaceae = Davidsoniaceae = Eucryphiaceae → orden Oxalidales
11. Dialypetalanthaceae → familia Rubiaceae, orden Gentianales
12. Greyiaceae → familia Melianthaceae, orden Geraniales
13. Grossulariaceae → orden Saxifragales
14. Hydrangeaceae → orden Cornales
15. Neuradaceae → orden Malvales
16. Pittosporaceae → orden Apiales
17. Rhabdodendraceae → orden Caryophyllales
18. Saxifragaceae → familia distintiva del orden Saxifragales
19. Surianaceae → orden Fabales

### Clasificación filogenética
La siguiente lista muestra la "nueva" clasificación filogenética de las familias dentro de Rosales según el APG-II (2003) y APG III (2009). El orden Rosales "reclasificado" incluye 9 familias, con 261 géneros y aproximadamente 7.725 especies.
1. Barbeyaceae Rendle, 1916, nom. cons.
2. Cannabaceae Martinov, 1820, nom. cons.
3. Dirachmaceae Hutch.,  1959
4. Elaeagnaceae Juss., 1789, nom. cons.
5. Moraceae Gaudich., 1835, nom. cons.
6. Rhamnaceae Juss., 1789, nom. cons.
7. Rosaceae Juss., 1789, nom. cons.
8. Ulmaceae Mirb., 1815, nom. cons.
9. Urticaceae Juss., 1789, nom. cons.

Rosaceae es la familia cardinal del taxón, representa un 37% de los Rosales, con 95 géneros y aproximadamente 2.830 especies. Rosaceae y Urticaceae son las familias más numerosas y representan más del 70% de las especies del taxón Rosales (luego Moraceae con 14% y Rhamnaceae con 12%).
Cladograma esquemático representando la relación filética de las familias de rosales:
|   | Barbeyaceae                                                                                |
|   |                                                                                            |
| § | \| \| Dirachmaceae \| \| \| \| \| \| Rhamnaceae \| \| \| \| \| \| Elaeagnaceae \| \| \| \| |
|   | \| \| Dirachmaceae \| \| \| \| \| \| Rhamnaceae \| \| \| \| \| \| Elaeagnaceae \| \| \| \| |
|   | Dirachmaceae                                                                               |
|   |                                                                                            |
|   | Rhamnaceae                                                                                 |
|   |                                                                                            |
|   | Elaeagnaceae                                                                               |
|   |                                                                                            |

|  | Dirachmaceae |
|  |              |
|  | Rhamnaceae   |
|  |              |
|  | Elaeagnaceae |
|  |              |

|  | Cannabaceae                                             |
|  |                                                         |
|  | \| \| Moraceae \| \| \| \| \| \| Urticaceae \| \| \| \| |
|  |                                                         |
|  | Moraceae                                                |
|  |                                                         |
|  | Urticaceae                                              |
|  |                                                         |

|  | Moraceae   |
|  |            |
|  | Urticaceae |
|  |            |

|  | Cannabaceae                                             |
|  |                                                         |
|  | \| \| Moraceae \| \| \| \| \| \| Urticaceae \| \| \| \| |
|  |                                                         |
|  | Moraceae                                                |
|  |                                                         |
|  | Urticaceae                                              |
|  |                                                         |

|  | Moraceae   |
|  |            |
|  | Urticaceae |
|  |            |

|   | Barbeyaceae                                                                                |
|   |                                                                                            |
| § | \| \| Dirachmaceae \| \| \| \| \| \| Rhamnaceae \| \| \| \| \| \| Elaeagnaceae \| \| \| \| |
|   | \| \| Dirachmaceae \| \| \| \| \| \| Rhamnaceae \| \| \| \| \| \| Elaeagnaceae \| \| \| \| |
|   | Dirachmaceae                                                                               |
|   |                                                                                            |
|   | Rhamnaceae                                                                                 |
|   |                                                                                            |
|   | Elaeagnaceae                                                                               |
|   |                                                                                            |

|  | Dirachmaceae |
|  |              |
|  | Rhamnaceae   |
|  |              |
|  | Elaeagnaceae |
|  |              |

|  | Cannabaceae                                             |
|  |                                                         |
|  | \| \| Moraceae \| \| \| \| \| \| Urticaceae \| \| \| \| |
|  |                                                         |
|  | Moraceae                                                |
|  |                                                         |
|  | Urticaceae                                              |
|  |                                                         |

|  | Moraceae   |
|  |            |
|  | Urticaceae |
|  |            |

|  | Cannabaceae                                             |
|  |                                                         |
|  | \| \| Moraceae \| \| \| \| \| \| Urticaceae \| \| \| \| |
|  |                                                         |
|  | Moraceae                                                |
|  |                                                         |
|  | Urticaceae                                              |
|  |                                                         |

|  | Moraceae   |
|  |            |
|  | Urticaceae |
|  |            |

|   | Barbeyaceae                                                                                |
|   |                                                                                            |
| § | \| \| Dirachmaceae \| \| \| \| \| \| Rhamnaceae \| \| \| \| \| \| Elaeagnaceae \| \| \| \| |
|   | \| \| Dirachmaceae \| \| \| \| \| \| Rhamnaceae \| \| \| \| \| \| Elaeagnaceae \| \| \| \| |
|   | Dirachmaceae                                                                               |
|   |                                                                                            |
|   | Rhamnaceae                                                                                 |
|   |                                                                                            |
|   | Elaeagnaceae                                                                               |
|   |                                                                                            |

|  | Dirachmaceae |
|  |              |
|  | Rhamnaceae   |
|  |              |
|  | Elaeagnaceae |
|  |              |

|  | Cannabaceae                                             |
|  |                                                         |
|  | \| \| Moraceae \| \| \| \| \| \| Urticaceae \| \| \| \| |
|  |                                                         |
|  | Moraceae                                                |
|  |                                                         |
|  | Urticaceae                                              |
|  |                                                         |

|  | Moraceae   |
|  |            |
|  | Urticaceae |
|  |            |

|  | Cannabaceae                                             |
|  |                                                         |
|  | \| \| Moraceae \| \| \| \| \| \| Urticaceae \| \| \| \| |
|  |                                                         |
|  | Moraceae                                                |
|  |                                                         |
|  | Urticaceae                                              |
|  |                                                         |

|  | Moraceae   |
|  |            |
|  | Urticaceae |
|  |            |

|   | Barbeyaceae                                                                                |
|   |                                                                                            |
| § | \| \| Dirachmaceae \| \| \| \| \| \| Rhamnaceae \| \| \| \| \| \| Elaeagnaceae \| \| \| \| |
|   | \| \| Dirachmaceae \| \| \| \| \| \| Rhamnaceae \| \| \| \| \| \| Elaeagnaceae \| \| \| \| |
|   | Dirachmaceae                                                                               |
|   |                                                                                            |
|   | Rhamnaceae                                                                                 |
|   |                                                                                            |
|   | Elaeagnaceae                                                                               |
|   |                                                                                            |

|  | Dirachmaceae |
|  |              |
|  | Rhamnaceae   |
|  |              |
|  | Elaeagnaceae |
|  |              |

|  | Cannabaceae                                             |
|  |                                                         |
|  | \| \| Moraceae \| \| \| \| \| \| Urticaceae \| \| \| \| |
|  |                                                         |
|  | Moraceae                                                |
|  |                                                         |
|  | Urticaceae                                              |
|  |                                                         |

|  | Moraceae   |
|  |            |
|  | Urticaceae |
|  |            |

|  | Cannabaceae                                             |
|  |                                                         |
|  | \| \| Moraceae \| \| \| \| \| \| Urticaceae \| \| \| \| |
|  |                                                         |
|  | Moraceae                                                |
|  |                                                         |
|  | Urticaceae                                              |
|  |                                                         |

|  | Moraceae   |
|  |            |
|  | Urticaceae |
|  |            |

- §: implica ramas con consistencia < 50% o ampliamente morfología. Todas las otras ramas tienen una consistencia > 80%.
- 9 familias, 261 géneros, 7725 especies.

## Relaciones del orden rosales

### Agrupación de Cronquist
Otros órdenes clásicamente relacionados con el taxón Rosales (Cronquist, 1981), agrupados bajo la Subclase Rosidae son:
- Orden Rosales
- Orden Fabales
- Orden Proteales
- Orden Podostemales
- Orden Haloragales
- Orden Myrtales
- Orden Rhizophorales
- Orden Cornales
- Order Santalales
- Orden Rafflesiales
- Orden Celastrales
- Orden Euphorbiales
- Orden Rhamnales
- Orden Linales
- Orden Polygalales
- Orden Sapindales
- Orden Geraniales
- Orden Apiales

### Relación filética del APG
Otros órdenes actualmente relacionados con el taxón Rosales (AG-II), reagrupados en otras categorías superordinadas:
NÚCLEO DE EUDICOTAS
- Otras ramas: Berberidopsidales; Dilleniales + Caryophyllales; Santalales.
- RAMA de: Saxifragales + [ Vitales + ROSIDAS ]: Estípulas +
  - Vitales + ROSIDAS: Anteras articuladas
    - ROSIDAS
      - Taxones sin ubicación clara...
      - Crossosomatales
      - Geraniales
      - Myrtales
      - EUROSIDA I: semillas con escaso endosperma
        - Fabales + Rosales + [ Cucurbitales + Fagales ]: Fijadores de Nitrógeno por asociaciones radicales
        - Zygophyllales + [ Celastrales + Malpighiales + Oxalidales ]

      - EUROSIDA II:
        - Huerteales + { Brassicales + [ Malvales + Sapindales ] }
- RAMA de: ASTERIDAS...

El taxón Fabales es el más próximo filogenéticamente a Rosales, le siguen Cucurbitales y Fagales (todos son eurrósidas tipo I).

### Sinónimos
Los siguientes nombress científicos son sinónimos de Rosales:
- Rhamnineae  Shipunov
- Amygdalales Link
- Artocarpales Mart.
- Barbeyales Takht. & Reveal
- Cannabales Döll
- Dryadales Link
- Elaeagnales Bercht. & J.Presl
- Ficales Dumort.
- Frangulales Wirtg.
- Morales Mart.
- Rhamnales Link
- Sanguisorbales Link
- Spiraeales Link
- Ulmales Link
- Urticales Bercht. & J.Presl
- Barbeyanae Reveal & Doweld
- Rhamnanae Reveal
- Rosanae Takht.
- Urticanae Reveal
- Frangulopsida Endl.
- Rhamnopsida Brongn.
- Rosopsida Batsch
- Urticopsida Bartl.
- Rosidae Takht.